# Vallègue
 Vallègue  là một xã thuộc tỉnh Haute-Garonne trong vùng Occitanie tây nam nước Pháp. Xã này nằm ở khu vực có độ cao trung bình 243 mét trên mực nước biển.
Lâu đài Vallègue là một lâu đài thời Trung cổ được Bộ Văn hóa Pháp xếp vào danh sách di tích lịch sử.